# Suad Šehović
Suad Šehović (em sérvio:  Суад Шеховић) (Bijelo Polje, 19 de fevereiro de 1987) é um basquetebolista profissional montenegrino que atualmente joga pelo Budućnost VOLI Podgorica pela Erste Liga, EuroCopa e ABA Liga. O atleta possui 1,97m de estatura e pesa 100kg, atuando na posição ala-armador.
Suad é irmão de Sead Šehović, seu companheiro de clube.

## Estatísticas

### EuroCopa
| Ano      | Equipe    | PJ | PT  | AP   | 3P   | LL   | RT  | AS | BR | TO |
| -------- | --------- | -- | --- | ---- | ---- | ---- | --- | -- | -- | -- |
| 2007-08  | KK Bosna  | 10 | 34  | 57.1 | 34.8 | 50   | 21  | 2  | 11 | 0  |
| 2013-14  | Budućnost | 10 | 120 | 76.2 | 26.1 | 76.9 | 50  | 13 | 13 | 0  |
| 2014-15  | Budućnost | 15 | 158 | 58.8 | 41.3 | 86.2 | 89  | 29 | 13 | 2  |
| 2015-16  | Budućnost | 8  | 99  | 68   | 41.3 | 88.9 | 37  | 11 | 11 | 0  |
| 2016-17  | Budućnost | 8  | 65  | 70   | 46.9 | 85.7 | 25  | 10 | 10 | 0  |
| 2017-18  | Budućnost | 2  | 10  | 100  | 20   | 50   | 7   | 0  | 3  | 0  |
| Carreira | totais    | 53 | 486 | 68.3 | 37.9 | 79   | 229 | 65 | 61 | 2  |